# Thermoanaerobacter brockii
Thermoanaerobacter brockii è una specie di batterio appartenente alla famiglia delle Thermoanaerobacteriaceae.